# Indianola (Nebraska)
Indianola je grad u američkoj saveznoj državi Nebraska. Prema popisu stanovništva iz 2010. u njemu je živjelo 584 stanovnika.